# Noci
Noci es una localidad italiana de la ciudad metropolitana de Bari, en la región de Apulia. Tiene una población estimada, a fines de julio de 2021, de 18.440 habitantes.

## Evolución demográfica
| Gráfica de evolución demográfica de Noci entre 1861 y 2021 |
|                                                            |
| Fuente ISTAT - elaboración gráfica de Wikipedia            |